# Кавалькада царей-волхвов (Испания)

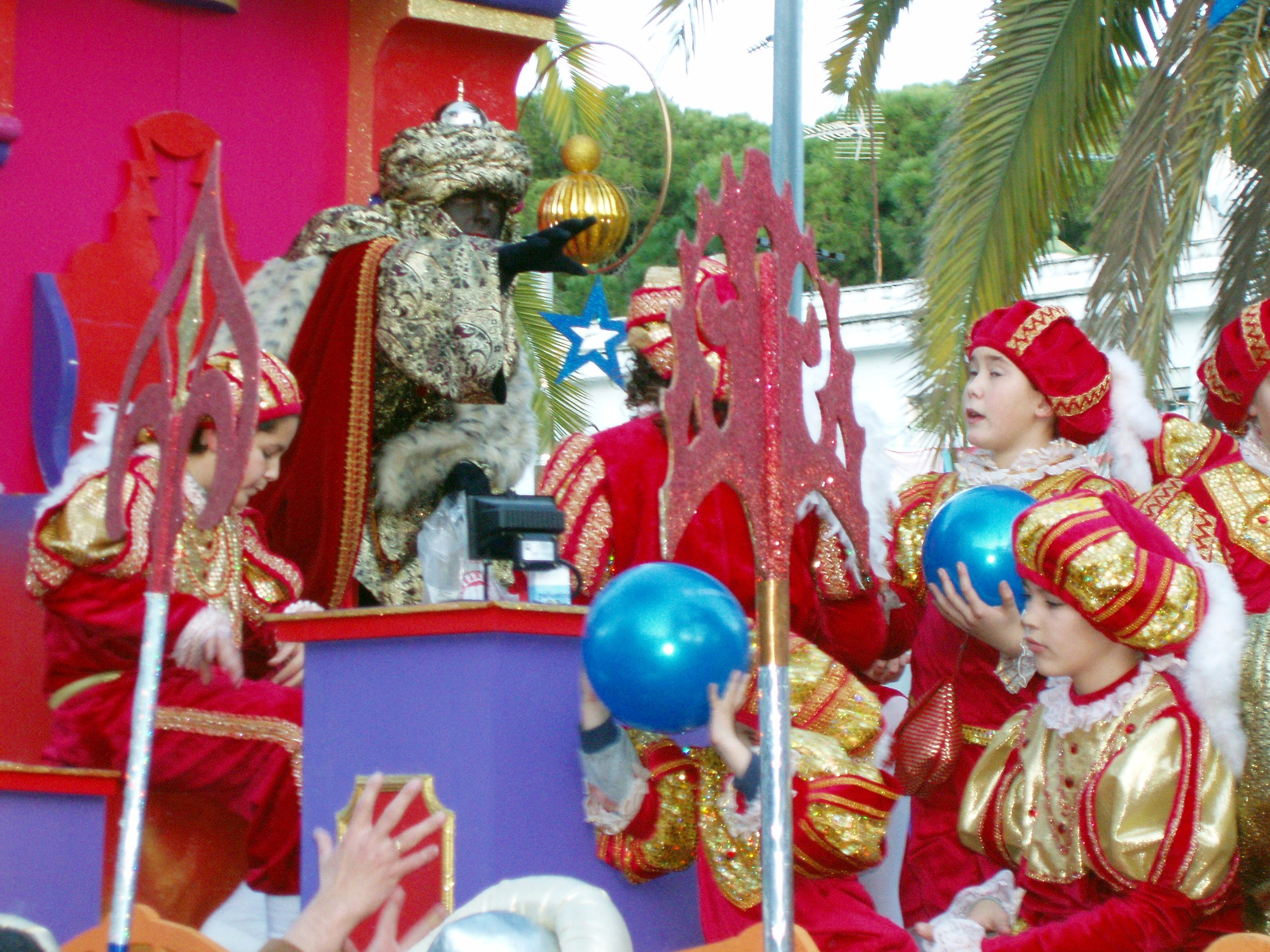
Валтасар с помощниками за работой

Кавалькада волхвов (исп. Cabalgata de los Reyes Magos, кат. Cavalcada dels Reis Mags) — ежегодный традиционный праздник в Испании в День волхвов, отмечаемый в каждом испанском городе во второй половине дня 5 января, на исходе рождественских и новогодних каникул и в канун Богоявления.
Один из наиболее красочных и шумных эпизодов в праздновании испанцами Рождества и Нового года, кавалькада представляет собой массовое костюмированное представление и торжественное уличное шествие с участием как взрослых, так и детей, инсценирующее прибытие в город трёх библейских волхвов — Мельхиора, Гаспара и Валтасара для поклонения младенцу Иисусу. Волхвы по традиции добираются в Испанию из дальних стран на верблюдах, а в приморские города иногда и морским путём на катерах. Наиболее популярный детский праздник: в отсутствие в Испании в классических рождественских традициях такого персонажа, как Санта-Клаус или Дед Мороз, именно волхвы доставляют испанским детям рождественские подарки в ночь на 6 января.
Кавалькаде волхвов предшествует длительная подготовка самодеятельных детских художественных коллективов. Каждый год 5 января приблизительно с 17 до 22 часов практически во всех испанских городах перекрывается автомобильное движение на центральных улицах. Торжественная кавалькада трёх волхвов в сопровождении свиты и оркестра, с музыкой, танцами и фейерверками неспешно продвигается по улицам, приветствуя зрителей и забрасывая толпу сладостями. Сладости, предназначенные для детей, охотно ловят и взрослые. Кульминация праздника наступает, когда волхвы, приблизившись к рождественскому вертепу, поклоняются и приносят дары фигурке младенца Иисуса.
По завершении праздничного шествия детям следует послушно вернуться домой и лечь спать, поставив для подарков волхвов свою чистую обувь и ведёрко с водой для верблюдов. Накануне через специального почтальона и помощника волхвов дети передают волхвам письма с пожеланиями относительно подарков к Рождеству. Эти пожелания волхвы исполняют только при условии послушания и прилежной учёбы в течение всего предшествующего года. Таким образом, послушных детей на следующее утро ждут заказанные и доставленные волхвами рождественские подарки, а непослушных — брикеты угля вместо подарков. Ведёрко с водой окажется пустым, потому что воду из него выпьют утомившиеся верблюды. Утром 6 января испанские семьи завтракают традиционным круглым сладким пирогом с цукатами, орехами и кремом — «росконом».
Кавалькада впервые упоминается в качестве рождественской традиции в ежедневной барселонской газете от 5 января 1855 года. Самый длительный стаж проведения кавалькад имеет город Алькой, где в 2010 году состоялось юбилейное 125-е шествие волхвов. Современные дети пользуются для корреспонденции с волхвами электронной почтой. Непослушные дети теперь получают от волхвов не настоящий, а сладкий уголь из карамели. Испанское телевидение ведёт трансляции кавалькад в прямом эфире.